# Siphona vittata
Siphona vittata là một loài ruồi trong họ Tachinidae.